# Skala hyperlidyjska
Skala hyperlidyjska – siedmiostopniowa starogrecka skala muzyczna.
Jest skalą pochodną, która złożona jest z dźwięków skali lidyjskiej. Przedrostek hyper w nazwie znaczy nad; skala rozpoczyna się o kwintę wyżej niż podstawowa skala diatoniczna. Dzieli się na 2 tetrachordy. Zbudowana jest w kierunku opadającym.